# هانستین
هانستین (انگلیسی: Hansteen) شرکت هلدینگ بریتانیایی است، که در سال ۲۰۰۵ تأسیس شد.